# اس‌ام یو-۱۱۴
اس‌ام یو-۱۱۴ (به انگلیسی: SM U-114) یک زیردریایی بود که طول آن ۷۰٫۶۰ متر (۲۳۱٫۶ فوت) بود. این زیردریایی در سال ۱۹۱۷ ساخته شد.